# Unione Sportiva Triestina 1958-1959
Questa voce raccoglie le informazioni riguardanti l'Unione Sportiva Triestina nelle competizioni ufficiali della stagione 1958-1959.

## Rosa
| N. |                   | Ruolo | Calciatore        |
| -- | ----------------- | ----- | ----------------- |
|    | Italia (bandiera) | P     | Roberto Rumich    |
|    | Italia (bandiera) | P     | Piero Bandini     |
|    | Italia (bandiera) | D     | Adelchi Brach     |
|    | Italia (bandiera) | D     | Giorgio Bernardin |
|    | Italia (bandiera) | D     | Denis Brunazzi    |
|    | Italia (bandiera) | D     | Silvano Merkuza   |
|    | Italia (bandiera) | D     | Enore Simoni      |
|    | Italia (bandiera) | D     | Giorgio Puia      |
|    | Italia (bandiera) | C     | Lionello Tulissi  |
|    | Italia (bandiera) | C     | Claudio Rimbaldo  |
|    | Italia (bandiera) | C     | Mario De Grassi   |
|    | Italia (bandiera) | C     | Piero Cazzaniga   |

| N. |                      | Ruolo | Calciatore        |
| -- | -------------------- | ----- | ----------------- |
|    | Italia (bandiera)    | C     | Francesco Petagna |
|    | Italia (bandiera)    | A     | Sergio Santelli   |
|    | Ungheria (bandiera)  | A     | László Szőke      |
|    | Italia (bandiera)    | A     | Mario Tortul      |
|    | Italia (bandiera)    | A     | Mario Bresolin    |
|    | Argentina (bandiera) | A     | Oscar Massei      |
|    | Italia (bandiera)    | A     | Italo Del Negro   |
|    | Italia (bandiera)    | A     | Eder Rigonat      |
|    | Italia (bandiera)    | A     | Cesare Clemente   |
|    | Italia (bandiera)    | A     | Piero Comisso     |
|    | Italia (bandiera)    | A     | Giuseppe Auber    |

## Risultati

### Serie A

#### Girone di andata
| 21 settembre 1958 1ª giornata | Milan | 2 – 0 | Triestina |  |

| 28 settembre 1958 2ª giornata | Triestina | 0 – 1 | SPAL |  |

| 5 ottobre 1958 3ª giornata | Roma | 1 – 0 | Triestina |  |

| 12 ottobre 1958 4ª giornata | Triestina | 1 – 3 | Fiorentina |  |

| 19 ottobre 1958 5ª giornata | Talmone Torino | 1 – 0 | Triestina |  |

| 26 ottobre 1958 6ª giornata | Triestina | 1 – 1 | Udinese |  |

| 2 novembre 1958 7ª giornata | Genoa | 1 – 1 | Triestina |  |

| 16 novembre 1958 8ª giornata | Bologna | 0 – 2 | Triestina |  |

| 23 novembre 1958 9ª giornata | Triestina | 3 – 0 | Lazio |  |

| 30 novembre 1958 10ª giornata | Alessandria | 4 – 3 | Triestina |  |

| 7 dicembre 1958 11ª giornata | Triestina | 0 – 0 | Napoli |  |

| 21 dicembre 1958 12ª giornata | Triestina | 1 – 1 | Inter |  |

| 28 dicembre 1958 13ª giornata | Sampdoria | 2 – 0 | Triestina |  |

| 4 gennaio 1959 14ª giornata | Triestina | 0 – 0 | Bari |  |

| 11 gennaio 1959 15ª giornata | Triestina | 0 – 3 | Juventus |  |

| 18 gennaio 1959 16ª giornata | L.R. Vicenza | 5 – 4 | Triestina |  |

| 25 gennaio 1959 17ª giornata | Triestina | 2 – 4 | Padova |  |

#### Girone di ritorno
| 1 febbraio 1959 18ª giornata | Triestina | 2 – 2 | Milan |  |

| 8 febbraio 1959 19ª giornata | SPAL | 4 – 0 | Triestina |  |

| 15 febbraio 1959 20ª giornata | Triestina | 1 – 0 | Roma |  |

| 22 febbraio 1959 21ª giornata | Fiorentina | 4 – 1 | Triestina |  |

| 2 marzo 1959 22ª giornata | Triestina | 1 – 1 | Torino |  |

| 15 marzo 1959 23ª giornata | Udinese | 0 – 0 | Triestina |  |

| 22 marzo 1959 24ª giornata | Triestina | 2 – 1 | Genoa |  |

| 29 marzo 1959 25ª giornata | Triestina | 3 – 2 | Bologna |  |

| 5 aprile 1959 26ª giornata | Lazio | 3 – 1 | Triestina |  |

| 12 aprile 1959 27ª giornata | Triestina | 2 – 0 | Alessandria |  |

| 19 aprile 1959 28ª giornata | Napoli | 1 – 0 | Triestina |  |

| 26 aprile 1959 29ª giornata | Inter | 1 – 0 | Triestina |  |

| 17 maggio 1959 30ª giornata | Triestina | 1 – 2 | Sampdoria |  |

| 24 maggio 1959 31ª giornata | Bari | 0 – 0 | Triestina |  |

| 28 maggio 1959 32ª giornata | Juventus | 4 – 0 | Triestina |  |

| 2 giugno 1959 33ª giornata | Triestina | 0 – 0 | L.R. Vicenza |  |

| 7 giugno 1959 34ª giornata | Padova | 2 – 2 | Triestina |  |